# Antonia Palacios
Antonia Isabel Palacios Caspers (Caracas, Venezuela; 13 de mayo de 1904-Caracas, Venezuela; 13 de marzo de 2001) fue una poetisa, novelista y ensayista venezolana. Obtuvo el Premio Nacional de Literatura.

## Biografía
Su padre fue el ingeniero Andrés Palacios, descendiente directo de Bonifacio Palacios, tío de Simón Bolívar, y su madre, Isabel Caspers, sobrina de Ezequiel Zamora. Nacida en 1904, tuvo una sólida formación intelectual consolidada bajo la guía de su madre, quien la aproximó a los libros y al arte. Los Palacios Caspers, a pesar de sus apellidos ilustres, no tenían medios de fortuna. En su infancia, la familia vivió en La Candelaria, en la Plaza del Panteón y en Maiquetía.
De regreso a Caracas, su vida no fue muy diferente a las de sus compañeros de generación. Durante su temprana juventud conoció a varios jóvenes que luego serían destacadas figuras de la vida cultural y política venezolana, y con los cuales mantendría contacto a lo largo de su vida, entre ellos, Arturo Uslar Pietri, Pablo Rojas Guardia, Miguel Otero Silva y Juan Pablo Pérez Alfonzo. Luego de los sucesos de la Generación del 28, Palacios participó en muchas actividades. Fue en su casa, en 1929, donde nació el “Grupo Cero de Teoréticos”, que desapareció por persecución política.
Tiempo después se casó con Carlos Eduardo Frías, director de la revista Élite y excelente cuentista, a quien había conocido a los dieciséis años. En 1934 la revista Élite de Caracas publica su primer texto. En 1935, nació su hijo Fernán. En ese tiempo publicó sus primeros trabajos, bajo seudónimo, en Élite. Durante el gobierno de Eleazar López Contreras, Frías entró al Servicio Exterior y estuvieron en París y Ginebra. Allí, entre otras actividades, Palacios tomó cursos especializados con Jean Piaget y estudió en la Sorbona y en el Colegio de Francia. Sus experiencias en Europa le permitieron entrar en contacto con escritores como César Vallejo, Louis Aragón, Pablo Neruda y Alejo Carpentier. De la experiencia de vida en Francia salió la publicación de su volumen de ensayos París y tres recuerdos (1944).
En 1939 comenzó a escribir periódicamente en el diario Ahora de Caracas, y ocupó la secretaría de la Agrupación Cultural Femenina. En 1940 presidió el Primer Congreso Venezolano de Mujeres. En 1941 nació su hija María Antonia, una niña prodigio en el piano con la cual realizaba los recorridos de sus viajes. Ana Isabel, una niña decente, primera novela de Antonia con la que obtendría reconocimiento continental, la cual se edita en Buenos Aires y es publicada en 1944. La novela rememora la infancia feliz de la protagonista, la cual recupera en sus recuerdos ciertas zonas del centro de la ciudad de Caracas. En 1954 dio a conocer Crónicas de las horas y en 1955 Viaje al frailejón, un bellísimo relato de un viaje a los Andes hecho poco tiempo antes. Pasó un tiempo en New York, entre 1955 y 1956, por la carrera pianística de su hija. Seguidamente se mudó a Caracas en donde Harriet Serr, una de las mejores profesoras de piano de Estados Unidos, apoyaría a la niña.
En 1957 Antonia y su hija se instalaron en Europa, primero Roma, después Viena, por los estudios musicales de María Antonia, pero la joven decidió inesperadamente dejar su carrera musical y regresaron a Caracas, en donde le fue diagnosticada Diabetes Mellitus I. La situación de María Antonia fue agravándose hasta que murió, meses después de haberse casado y tras participar activamente en movimientos subversivos de la extrema izquierda.
En 1972, mucho después del duro golpe de la pérdida de su hija, María Antonia reanudó su carrera literaria con los cuentos Los insulares, en los que realizaba una incursión poética en el devenir de la conciencia, y en 1973 publicó Textos del desalojo, una antología de poemas en prosa. Fue galardonada con el Premio Nacional de Literatura en 1975 por El largo día ya seguro, y con su cuento Los pasos de la lluvia, del mismo año, obtiene el segundo premio del Concurso de Cuentos del diario El Nacional.
En 1976 fue Jurado del Premio de Novela Rómulo Gallegos y, por iniciativa de Oswaldo Trejo, dirigió el taller de narrativa del Celarg (Centro de Estudios Latinoamericanos Rómulo Gallegos), experiencia que la llevó a abrir su propio taller de narrativa, que llamó, por su casa en Altamira, “Calicanto”. De allí surgió la publicación de Hojas de calicanto, que recogía los trabajos de los talleristas. Por este taller pasaron poetas como Yolanda Pantin, Armando Rojas Guardia, Igor Barreto o Rafael Castillo Zapata, que luego conformarían el Grupo Tráfico.
Las últimas publicaciones que realizó fueron Una plaza ocupando un espacio desconcertante (relatos, 1981), Multiplicada sombra (1983), La piedra y el espejo (1985), Ficciones y aflicciones (1989), Largo viento de memorias (1989), Ese oscuro animal del sueño (1991), Hondo temblor de lo secreto (1993).
La vida de Antonia Palacios termina en el año 2001 en Caracas, en su quinta Calicanto ubicada en Altamira el 13 de marzo de 2001 luego de un período de soledades, acentuado por la pérdida de la audición.

## Obra
- París y tres recuerdos (ensayos, 1944)
- Ana Isabel, una niña decente (1949)
- Crónicas de las horas (1954)
- Viaje al frailejón (crónica de viaje, 1955)
- Los insulares (1972)
- Textos del desalojo (1973)
- El largo día ya seguro (relatos, 1975)
- Una plaza ocupando un espacio desconcertante (relatos, 1981)
- Multiplicada sombra (1983)
- La piedra y el espejo (1985)
- Ficciones y aflicciones (1989)
- Largo viento de memorias (1989)
- Ese oscuro animal del sueño (1991)
- Hondo temblor de lo secreto (1993)